# No Russian
No Russian（可譯為「不准說俄語」或「俄語禁止」，2020年重製版中正式翻譯為「別說俄語」）是2009年第一人稱射擊遊戲《決勝時刻：現代戰爭2》的一个關卡。在本關，玩家扮演的是一個潛伏在恐怖組織中的美國中央情報局臥底。為了獲得組織頭目的信任，主角必須到莫斯科機場參與屠殺行動。由於玩家可以在遊戲中實施恐怖襲擊，本關卡在遊戲發布前後均引發了巨大爭議，並在一些國家遭到了審查，例如二戰戰敗國德國與日本考慮到歷史因素，使得玩家主動殺害平民會導致關卡失敗。俄羅斯版本則直接移除了本關。

## 遊戲設定
「No Russian」是《決勝時刻：現代戰爭2》的第四個關卡。玩家扮演的角色叫做約瑟·艾倫（Joseph Allen）。他是美國中央情報局的特工，奉命滲透一個恐怖組織並取得信任。因此，他必須參與在莫斯科札卡耶夫國際機場的屠殺行動。組織頭目叫做弗拉基米爾·馬卡洛夫。為了讓人們認為恐怖襲擊由美國策劃，在開始襲擊前，他對所有襲擊者說「Remember, no Russian」，這句話直譯為「不說俄語」，Russian也可以指俄國人，所以另一種意思是要殺光現場的俄國人。當四人準備離開機場時，馬卡洛夫將主角擊斃，並表示自己早已知道艾倫的真實身份。他的真正目的是引發俄美戰爭，如果人們發現有中情局特工參與恐怖襲擊的話正好能夠達到這個目的。《決勝時刻：現代戰爭3》也提到了本關的劇情：一個叫做尤里的角色曾回憶自己嘗試阻止這場屠殺，但是身中馬卡洛夫開的一槍，差一點死亡。
關卡以四個槍手走出電梯前往機場安檢處開始。他們到達安檢處之後，便立刻向人群以手中的M240通用機槍開火。其他三個襲擊者會保持前進，而且不放過周圍任何人，玩家則需要跟著他們前進。不過玩家也可以選擇不射擊，只讓隊友動手。四人準備離開機場時，他們遭遇了全副武裝的增援部隊。雖然增援的警察裝備了榴彈和防暴盾，但是仍然全滅。隨後四人準備逃離，但主角在上車之前遭到馬卡洛夫殺害。
玩家準備開始單人模式之前，遊戲會詢問玩家是否跳過本關，因為本關有「令人不適的內容」。跳過本關不會懲罰玩家，也不會影響玩家的成就與遊戲進度。

## 制作
「No Russian」一關由《決勝時刻：現代戰爭2》的首席設計師史蒂夫·福田（Steve Fukuda）構思，但是另一個設計師穆罕默德·阿拉維完成了更多工作。阿拉維指出，他設計屠殺關卡並不是為了引發什麼爭議或者釋放某種政治信號，只不過是要推動遊戲劇情。他設計本關有三個目的：解釋俄羅斯對美國開戰的原因，促使玩家對馬卡洛夫抱有強烈情緒，同時又能做到令人難忘和著迷。阿拉維沒有實地採訪過現實生活中的恐怖襲擊受害者，而是通過新聞報導和電影劇情汲取設計靈感。
開發者把主要精力放在了屠殺過程的設計上。在第一個版本中，玩家把電梯外面的人群全部解決之後，屠殺就結束了，隨後轉為與警方交火。阿拉維感覺把一個調動情緒的場面突然轉變成槍戰顯得太突兀，於是就修改了關卡，延長了屠殺過程。為了不使玩家感到過於傷感，他還移除了孩子與家人互相擁抱的場面。遊戲開發者Infinity Ward和發行商动视都支持把「No Russian」一關加入遊戲中。不過，測試玩家對關卡有著不同的反應。例如，其中一個測試玩家正在美軍服役，他根本不願測試本關，但仍然樂意測試其他關卡。因而開發者又加入了「跳過」本關的功能，而阿拉維也不希望玩家因為拒絕做出違背原則的事情而受到懲罰。

## 評價

### 最初評價
在《決勝時刻：現代戰爭2》正式發布之前，「No Russian」的遊戲畫面泄露到網際網路上。動視很快作出了回應，指出畫面確實來自本遊戲，並且給出了關卡在遊戲劇情中的上下文。遊戲記者對泄露出來的畫面有著不同的看法。《每日电讯报》的湯姆·霍金斯（Tom Hoggins）認為雖然在玩遊戲之前無法準確地對關卡作出評價，但是在遊戲中玩家可以像打保齡球一樣向平民拋擲榴彈，因此仍然無法判斷Infinity Ward是否會把關卡引導至錯誤的方向。Destructoid的吉姆·絲特琳則完全贊同這個關卡。他感覺許多開發者都會盡量避免捲入爭議話題，而本關正好說明電子遊戲也可以討論爭議話題。他還得出一個結論，如果「No Russian」關卡能夠引發玩家的思考，那麼電子遊戲也可以視為一種藝術形式。
遊戲正式發布後，《決勝時刻：現代戰爭2》在擁有批評聲音的情況下受到了好評。然而，記者們玩到這個關卡之後，他們卻對遊戲內容提出了強烈批評。英國廣播公司新聞的馬克·切斯萊克（Marc Cieslak）對關卡感到失望，因為他覺得這正好能夠證明他的「电子游戏产业已經成熟」的結論不正確。遊戲評論網站Rock, Paper, Shotgun的基隆·吉伦也對關卡提出了批評，因為它辜負了人們的期望。他覺得本關的設定不合邏輯，指出用文雅的語句來表達「跳過」功能既荒唐又無用。最終他用「愚蠢的衝擊」一詞總結本關。為《衛報》撰稿的基思·斯图尔特（Keith Stuart）對「跳過」功能提出了批評，認為這個功能只是一個「借口」，實際上開發者還是希望玩家能夠玩這個關卡。《PC World》的馬特·佩卡姆對其他槍手不在乎玩家不配合的行為感到懷疑，而且感覺直到最後一刻才告訴玩家到底要發生什麼事情會顯得不太容易接受。英國幾個重要的宗教領袖譴責了「No Russian」關卡：倫敦猶太論壇的亞歷山大·戈德堡對兒童能夠玩到本關而感到擔憂；英國穆斯林論壇的法贊·穆罕默德（Fazan Mohammed）把本關描述成一段扮演恐怖份子的詳細經歷；一個來自約克郡的退休主教史蒂芬·羅奧則感覺本關「令人作嘔」。
「No Russian」關卡的畫面使得《決勝時刻：現代戰爭2》的國際版本成為了審查的目標。由於俄羅斯沒有正式實行的电子游戏分级系统，动视決定把俄語版的「No Russian」關卡完全移除。在日語版本中，玩家射殺平民則會導致遊戲結束，德語版本也是類似。不過日語版把馬卡洛夫的臺詞「記住，不准說俄語」（Remember, no Russian）改成了「殺了他們，他們是俄國人」（殺せ、ロシア人だ），這使得日語版遭到了一些玩家的批評（因為日俄之間有歷史爭執）。在澳大利亞，《決勝時刻：現代戰爭2》的遊戲評級為MA15+。總檢察長米歇尔·阿特金森對評級表示反對。他認為「No Russian」關卡會使玩家成為「虛擬的恐怖份子」，決定對這個評級進行投訴，並要求澳大利亞分級委員會禁止遊戲在澳大利亞發行。然而委員會表示他們並沒有收到來自阿特金森的信函。

### 後續評價
2012年，GameSpot的劳拉·帕克（Laura Parker）探討「No Russian」一關如何成為了電子遊戲產業的分水嶺。她認為關卡引發了人們對「在電子遊戲中表達他人的痛苦能否讓人接受」問題的思考，並且會讓人思考「作為娛樂產品的電子遊戲是否會抑制這種討論」。另外她還指出，如果有更多的遊戲開發者願意冒着風險往遊戲中加入爭議內容，電子遊戲最終會受到文化層面上的認同。2012年的第三人称射击游戏《特種戰線》也嘗試引入了爭議內容：在一個場景中，玩家恰好碰到一個正在遭受私刑的隊友，而後玩家可以選擇殺掉那群實施私刑的人，或者僅僅通過鳴槍示警來把他們嚇跑。《特種戰線》的編劇華特·威廉斯（Walt Williams）評論道，開發團隊希望本關能與遊戲劇情聯繫得更加緊密，而且特別強調要避免像「No Russian」關卡那樣有不合適的內容。
馬修·佩恩（Matthew Payne）在自己的《Playing War: Military Video Games After 9/11》一書中分析了決勝時刻系列裡有爭議的三個關卡，其中一個便是「No Russian」(其他兩個關卡分別是「Second Sun」與「Davis Famaily Vacation」)。他認為艾倫的死強調了士兵為了更高的利益而犧牲自己的情怀。佩恩還指出把「No Russian」一關與同時期的代表事件進行比較時，可以將其看作一個現實的描述，不過要把它放進遊戲劇情的上下文中，這樣才能讓玩家避免重新審視「後現代戰爭的規範」。在2015年11月巴黎襲擊事件之後，Zam.com的罗伯特·拉特（Robert Rath）重玩了「No Russian」一關並對關卡如何反映現實生活中的恐怖襲擊進行了考察。之後他得出結論，認為遊戲的設定並不合理，然而遊戲中的襲擊卻是現實的，而且能夠告訴玩家恐怖襲擊經常針對缺乏保護的軟目標。
在2011年多莫傑多沃國際機場炸彈襲擊事件之後，俄羅斯的今日俄罗斯電視臺把襲擊現場的監控畫面與「No Russian」關卡畫面並列，並指出這個關卡會使人聯想到本次襲擊事件，而且恐怖份子會把遊戲用作訓練工具。2013年，美國俄勒冈州奥尔巴尼的一個學生因為策劃對自己學校發動襲擊而被警方逮捕。警方從他的筆記型電腦中發現了借助凝固汽油弹實施襲擊的計劃，並且發現電腦的背景音樂是「No Russian」關卡的主題曲。

## 現代戰爭II（2022年）
在決勝時刻：現代戰爭系列的重啟作品－現代戰爭II中，片尾名單結束後出現一群由馬卡洛夫領導的俄羅斯恐怖份子，在飛機上用手機收到「No Russian」的簡訊後拿出3D列印槍枝準備劫機的畫面，暗示馬卡洛夫將在重啟系列的第三部作品中出現。